# Blaxploitation
Blaxploitation (Блэксплотейшн) — этнический поджанр эксплуатационного кино, появившийся в США в начале 1970-х годов, ориентированный на чернокожую городскую аудиторию. Само слово «blaxploitation» произошло от слияния слов «black» (чёрный) и «exploitation» (эксплуатация) и было придумано главой лос-анджелесского отделения NAACP, бывшим киножурналистом Джуниусом Гриффином. В фильмах этого жанра впервые была использована музыка в стилях фанк и соул. Актёрская команда, в основном, была чернокожей. Журнал Variety называет основателями жанра независимый фильм «Свит Свитбэк: Песня мерзавца» и голливудский «Шафт», вышедшие в 1971 году.

## Общие черты
Если действия фильмов происходили на Северо-Востоке или на Западном побережье, то в основном события разворачивались в гетто, а главными героями выступали наркоторговцы, киллеры, сутенёры. Широко использовались в фильмах этнофолизмы в отношении белых персонажей. Белые противопоставлялись чёрным героям и в основном были отрицательными персонажами (продажные полицейские, политики, проститутки, гангстеры). Если же действия развивались в южных штатах, то основной темой было рабство, смешение рас, а события разворачивались на плантациях. Жанр обрёл популярность в 1970-х годах.
Блэксплотейшн-фильмы могли быть на самые разные темы: криминальное кино («Фокси Браун»), экшен и боевые искусства («Тернистый путь троих»), вестерн («Босс ниггер»), триллер («Эбби», «Блакула»), фильмы о тюрьме («Исправительная колония»), комедия («Субботний вечер на окраине города», «Дай пять»), взросление («Училище Кули», «Зерно, Эрл и я»), мюзикл («Спаркл») и др.
Следуя примеру, поданному фильмом «Свит Свитбэк: Песня мерзавца», в большинстве блэксплотейшн-фильмов звучит музыка в стилях фанк и соул-джаз, с тяжёлым басом, фанковыми битами и «вау-вау»-гитарами. Музыка для фильмов использовалась более сложная, чем транслировавшаяся по радио, также широко использовались богатые оркестровки, включая инструменты, редко использовавшиеся в фанке и соуле, такие как флейта и скрипка.
На волне популярности блэксплотейшн-фильмов, чернокожие герои в фильмах, снятых в других жанрах, стали наделяться чертами, свойственными героям фильмов жанра блэксплотейшн. Такими были, например, преступники из Гарлема в фильме «Живи и дай умереть» (1973), герой Джима Келли в фильме «Выход дракона» (1973), герой Фреда Уильямсона в фильме «Этот проклятый бронепоезд» (1978).

## Стереотипы
Одни считали, что появление жанра блэксплотейшн стало результатом расширения прав и возможностей чернокожих, другие же обвиняли фильмы в том, что они увековечивают белые стереотипы в отношении чёрных, и поэтому требовали положить жанру конец. Национальная ассоциация содействия прогрессу цветного населения (NAACP), Конференция южного христианского руководства (SCLC) и Национальная городская лига (NUL) сформировали коалицию против блэксплотейшн-фильмов (англ. Coalition Against Blaxploitation). Деятельность группы широко освещалась в средствах массовой информации и способствовала упадку жанра.

## Наиболее известные фильмы жанра
- 1970 — «Меня зовут Мистер Тиббс![англ.]» режиссёра Гордона Дугласа с Сидни Пуатье, продолжение фильма «Полуночная жара» (1967).
- 1970 — «Хлопок прибывает в Гарлем»
- 1971 — «Свит Свитбэк: Песня мерзавца» режиссёра Мелвина Ван Пиблза.
- 1971 — «Шафт» режиссёра Гордона Паркса. Главную роль детектива Джона Шафта исполнил Ричард Раундтри. Музыку к фильму написал Айзек Хейз, за которую получил «Оскар» и «Грэмми». Один из самых известных фильмов жанра, добавлен в Библиотеку Конгресса. У фильма было два продолжения: «Большая удача Шафта» (1972) и «Шафт в Африке» (1973) и серия телефильмов. Новый фильм серии вышел в 2000 году, где племянника Шафта сыграл Сэмюэл Л. Джексон. В 2019 году вышло продолжение этого фильма с таким же названием.
- 1972 — «Блакула[англ.]»
- 1972 — «Бойня[англ.]»
- 1972 — «Большая удача Шафта»
- 1972 — «Суперфлай» режиссёра Гордона Паркса младшего. Музыку к фильму написал Кёртис Мейфилд. Один из самых спорных и коммерчески успешных фильмов жанра.
- 1972 — «Легенда о чернокожем Чарли[англ.]»
- 1972 — «Наёмный убийца[англ.]»
- 1972 — «По ту сторону 110-й улицы» с Энтони Куинном и Яфетом Котто. Заглавная песня фильма «Across 110th Street», записанная Бобби Уомаком, заняла 19 строчку в хит-параде чёрных хитов.
- 1972 — «Человек-проблема[англ.]»
- 1973 — «Беспорядки в Гарлеме[англ.]»
- 1973 — «Блэкенштейн[англ.]»
- 1973 — «Большое ограбление Слотера[англ.]»
- 1973 — «Ганджа и Хесс[англ.]»
- 1973 — «Детройт 9000[англ.]»
- 1973 — «Клеопатра Джонс[англ.]»
- 1973 — «Коффи» с Пэм Гриер в главной роли. Эта роль стала самой успешной в карьере актрисы. Позже она исполнила похожие роли в «Фокси Браун» (1974), «Красотке Шибе» (1975) и «Фрайдэй Фостер[англ.]» (1975).
- 1973 — «Кричи, Блакула, кричи[англ.]»
- 1973 — «Призрак, который сидит у двери[англ.]»
- 1973 — «Сутенёр» с Максом Жюльеном и Ричардом Прайором. В своё время был самым кассовый фильмом жанра. Музыку к фильму написал Уилли Хатч.
- 1973 — «Человек-молния[англ.]»
- 1973 — «Чёрная змея»
- 1973 — «Чёрная мама, белая мама»
- 1973 — «Чёрный цезарь[англ.]»
- 1973 — «Шафт в Африке»
- 1974 — «Вилли Динамит[англ.]»
- 1974 — «Джексон-тринитротолуол[англ.]»
- 1974 — «Джонс — Чёрный пояс[англ.]»
- 1974 — «Космос — отличное место[англ.]»
- 1974 — «Субботний вечер на окраине города[англ.]»
- 1974 — «Тернистый путь троих[англ.]»
- 1974 — «Грузовик Тёрнер» Джонатана Каплана с Айзеком Хейзом, Яфетом Котто и Нишель Николс.
- 1974 — «Фокси Браун»
- 1974 — «Шугар Хилл[англ.]»
- 1974 — «Эбби»
- 1975 — «Босс ниггер»
- 1975 — «Давай сделаем это снова[англ.]»
- 1975 — «Долемайт[англ.]» с Руди Рэй Муром, эстрадным артистом разговорного жанра, который использовал в фильме свой сценический образ Долемайта. Фильм стал одним из самых известных фильмов в жанре. В 1976 году вышло продолжение под названием «Человек-торнадо[англ.]».
- 1975 — «Красотка Шиба»
- 1975 — «Мандинго[англ.]»
- 1975 — «Училище Кули[англ.]»
- 1975 — «Фрайдэй Фостер[англ.]»
- 1975 — «Чернокожие» — полнометражный мультфильм Ральфа Бакши.
- 1975 — «Чёрное Гестапо[англ.]»
- 1976 — «Доктор Блэк, мистер Хайд[англ.]»
- 1976 — «Месть Джей Ди[англ.]»
- 1976 — «Человек-торнадо[англ.]»
- 1976 — «Чертовки в цепях[англ.]»
- 1976 — «Чёрный шампунь[англ.]»
- 1977 — «Пити Уитстроу[англ.]»
- 1977 — «Чёрный самурай[англ.]»
- 1978 — «Виз»
- 1979 — «Исправительная колония[англ.]»
- 1979 — «Крёстный отец диско[англ.]»

### После 1970-х
В последующие десятилетия выходили фильмы, которые использовали элементы жанра и отдавали ему дань уважения либо комедии и пародии.
- 1985 — «Удар дракона»
- 1988 — «Я достану тебя, ублюдок»
- 1988 — «Джексон по кличке „Мотор“»
- 1996 — «Горячий город[англ.]»
- 1997 — «Джеки Браун»
- 2001 — «Пути Тэнг[англ.]»
- 2002 — «Тайный брат»
- 2003 — «Мерзавец»
- 2004 — «Воины правосудия[англ.]»
- 2009 — «Чёрный динамит»
- 2018 — «Гордая Мэри»
- 2018 — «Суперфлай[англ.]»
- 2019 — «Меня зовут Долемайт»
- 2021 — «Кэндимен»